# Szymon Szczawiński (burmistrz)
Szymon Szczawiński (ur. 26 listopada 1781 w Strzeblewie, zm. 5 października 1829 w Łodzi) ze Szczawina Małego herbu Prawdzic – burmistrz miasta Łodzi od listopada 1810 przypuszczalnie do 15 lutego 1819 był ostatnim burmistrzem Łodzi używającym pieczęci napisem "Sigillum opidi Lodzia 1577" z 1577, ostatni raz użył jej w 1817, zastąpiło ją państwowe godło Królestwa Kongresowego (dwugłowy orzeł cesarski z białym orłem na piersiach). Żonaty z Teklą Bartoszewską (1791–1866).

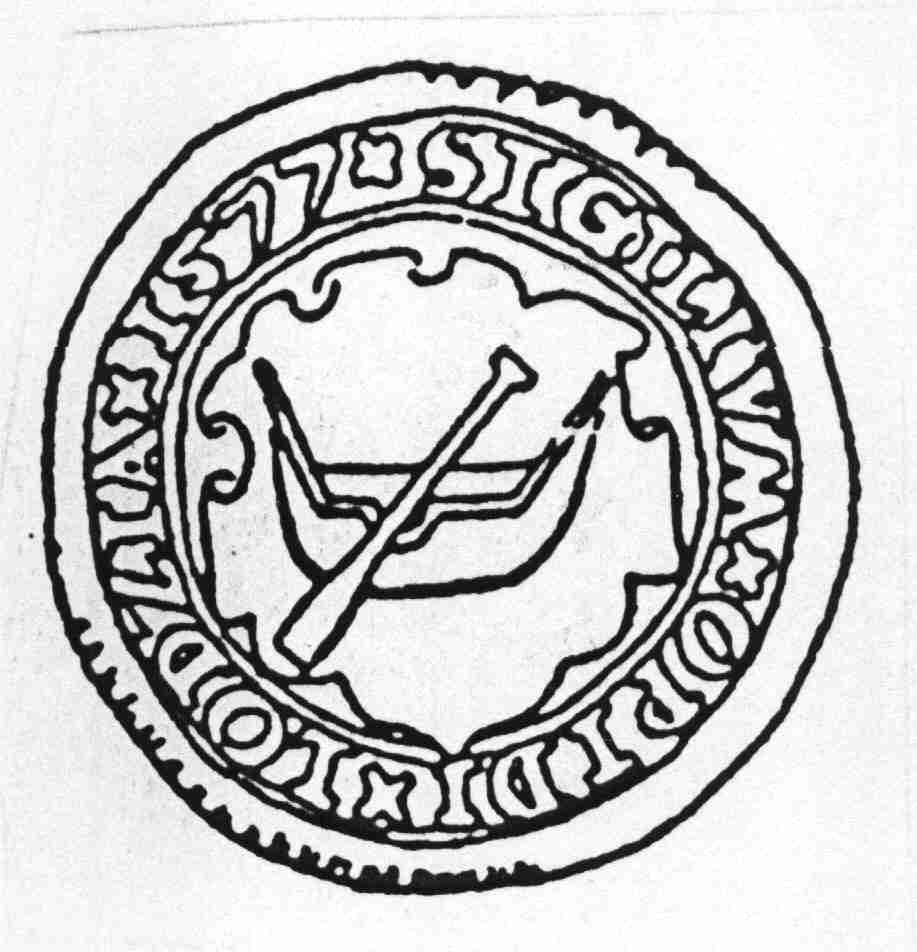
Pieczęć z napisem Sigillum opidi Lodzia 1577.